# ゴルダーズ・グリーン駅
ゴルダーズ・グリーン駅（ゴルダーズ・グリーンえき）またはゴールダーズ・グリーン駅（ゴールダーズ・グリーンえき、英語: Golders Green tube station）はロンドン北部、ゴルダーズ・グリーンにあるロンドン地下鉄の駅である。ノーザン線エッジウェア支線のハムステッドとブレント・クロスの間にあり、エッジウェア支線で最も南にある地上駅である。トラベルカード・ゾーン3に含まれる。
当駅はフィンチリー・ロードとゴルダーズ・グリーン・ロード、ノース・エンド・ロードの交差点に位置し、駅舎はゴルダーズ・グリーン・バス駅に隣接している。BBCコンサート・オーケストラの本拠であるゴルダーズ・グリーン馬術演技場の最寄り駅である。

## 歴史
ゴルダーズ・グリーン駅は1907年6月22日、チャリングクロス・ユーストン・アンド・ハムステッド鉄道（英語：Charing Cross, Euston & Hampstead Railway、CCE&HR、ノーザン線の前身のひとつ）の駅として開業し、アーチウェイと並ぶチャリングクロス・ユーストン・アンド・ハムステッド鉄道の2つの北側の終点のひとつであり、車両基地が設けられた。駅が開設された20世紀初頭、当駅周辺は数軒の家があるだけの村落だったが、鉄道駅の開業により急速に発展、人口が急増した。
駅南側のトンネル内、ハムステッド・ヒースの下にはノース・エンドまたはブル・ブッシュと仮称された未成駅がある。
チャリングクロス・ユーストン・アンド・ハムステッド鉄道の利用客増加策の一環として、第一次世界大戦前に当駅から ヘンドン、エッジウェア方面に路線を延伸し、ミドルセックスの開発を促進することが計画されたが、戦争勃発により着工が遅れ、1922年6月12日に工事が始められ、1923年11月19日に開業した。
ゴルダーズ・グリーンはノーザン線で最後に腕木信号機が残った駅であり、1950年まで使用されていた。

## 現状
島式ホーム2面と、相対式ホーム1面を備え、1番ホームから5番ホームがある3面3線の配線である。1番ホームと2番ホーム、3番ホームと4番ホームはそれぞれ同じ線路の両側にあるホームである。1番線は旅客用としては使われていない。3線のうち中央にあり、3番ホーム、4番ホームがある線路は北側には通り抜けが出来ない折り返し線用となっている。2008年にエレベーター2基が設置された。当駅では自動改札機が使用されている。
駅の維持管理は指定管理者制度によりチューブ・ラインズが行っている。

## バス路線
ロンドンバス13、82、83、102、183、210、226、240、245、260、268、328、460、631、H2、H3、深夜バスN5、N13が当駅を経由する。

## ギャラリー

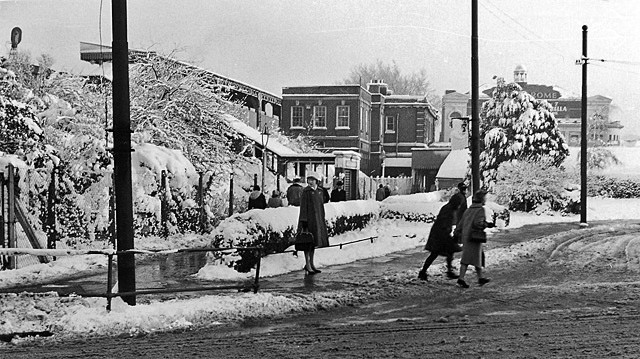
駅舎（1962年）
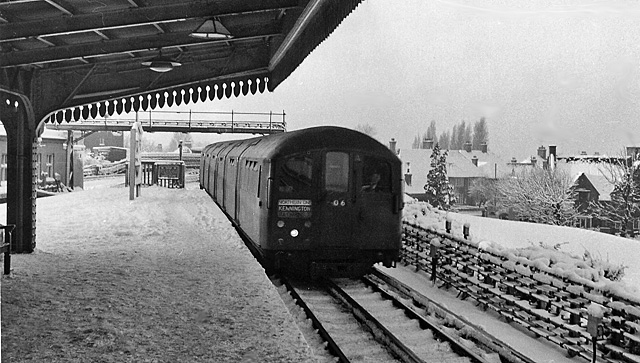
1962年の大雪の中を走るノーザン線の電車
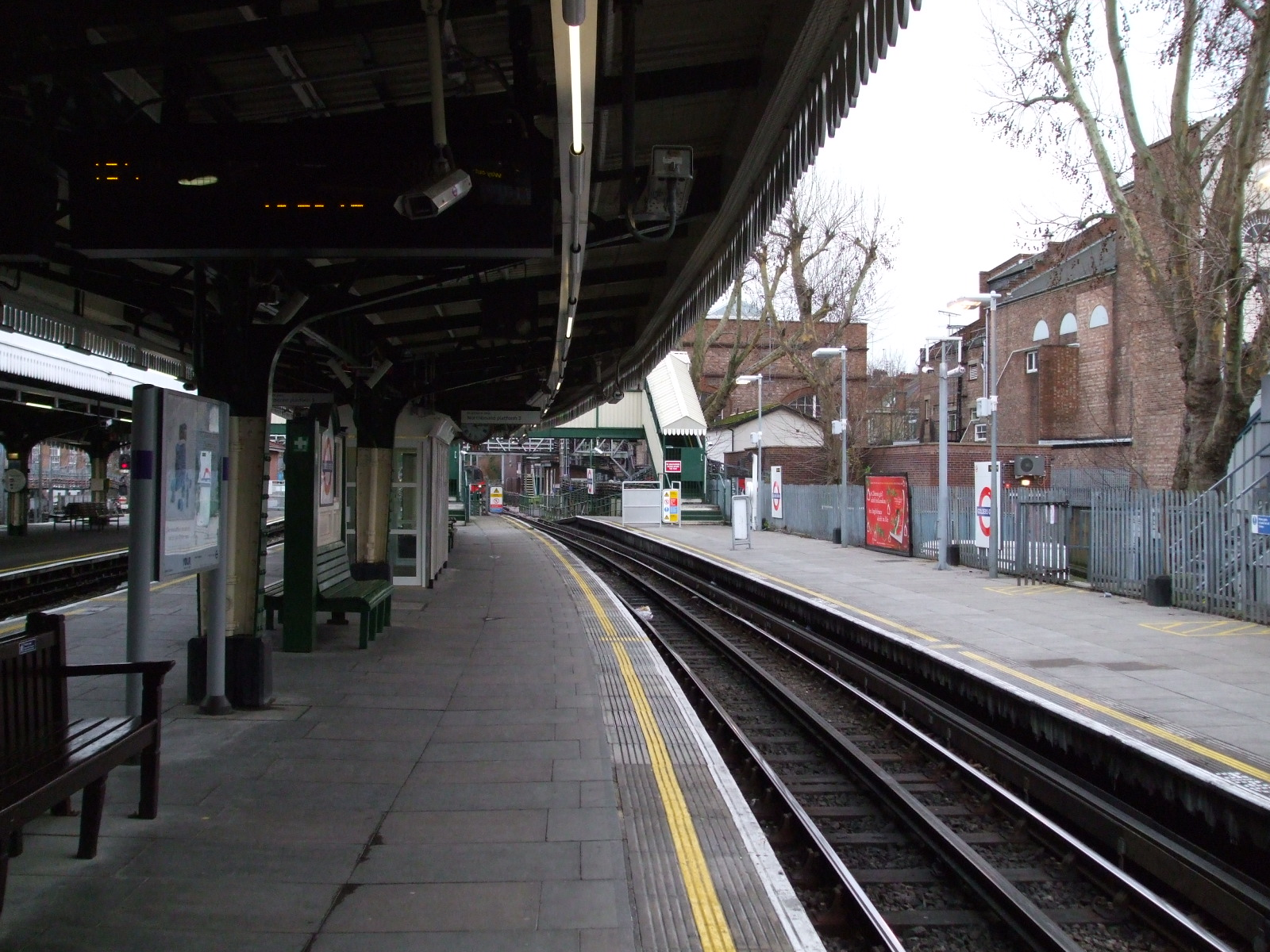
北行ホーム。南側を見る。改良工事中の様子で、1番線は使用停止になっている。2008年1月撮影
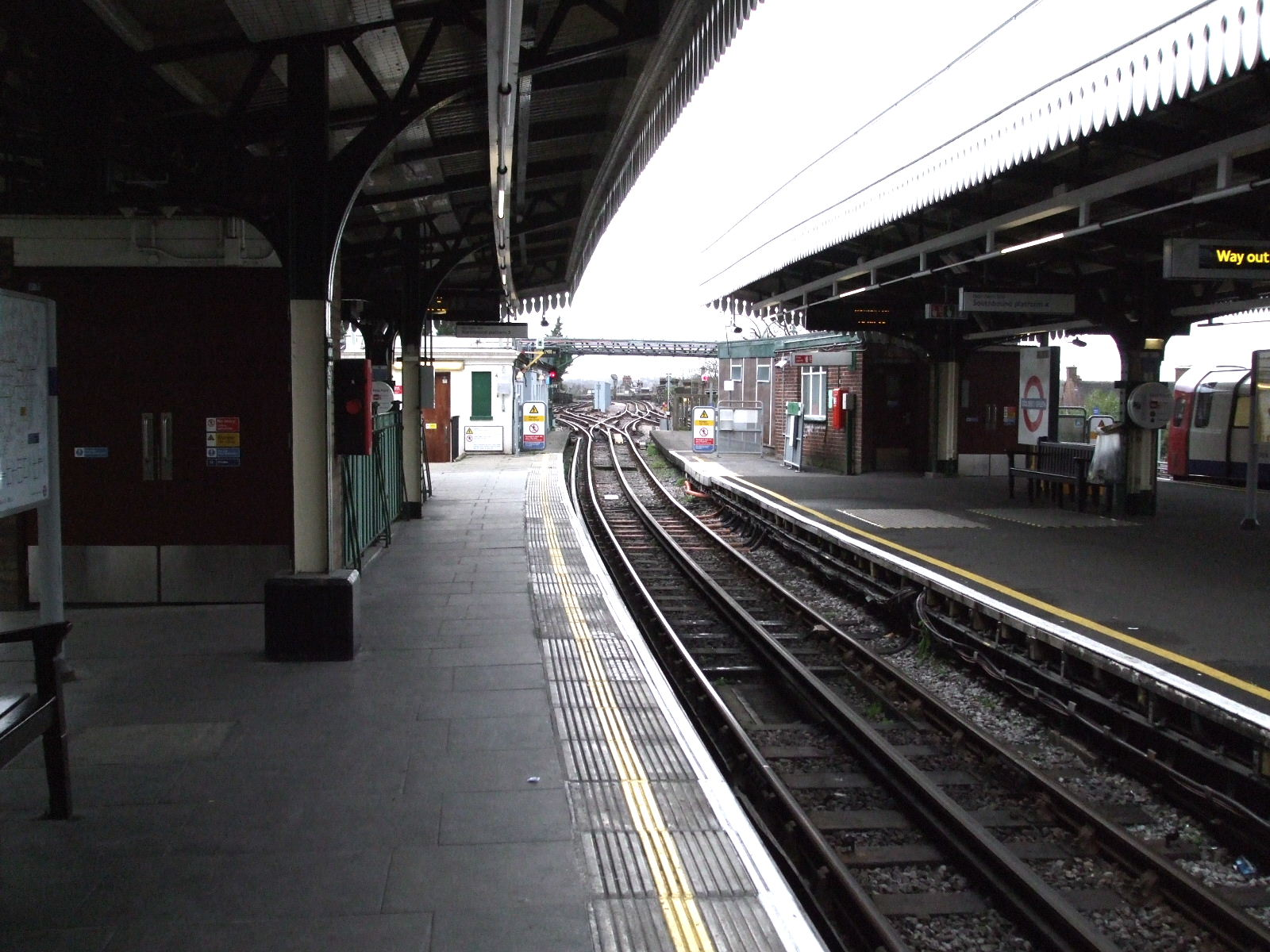
駅中央の折り返し線用線（3番、4番ホーム）。北を見る
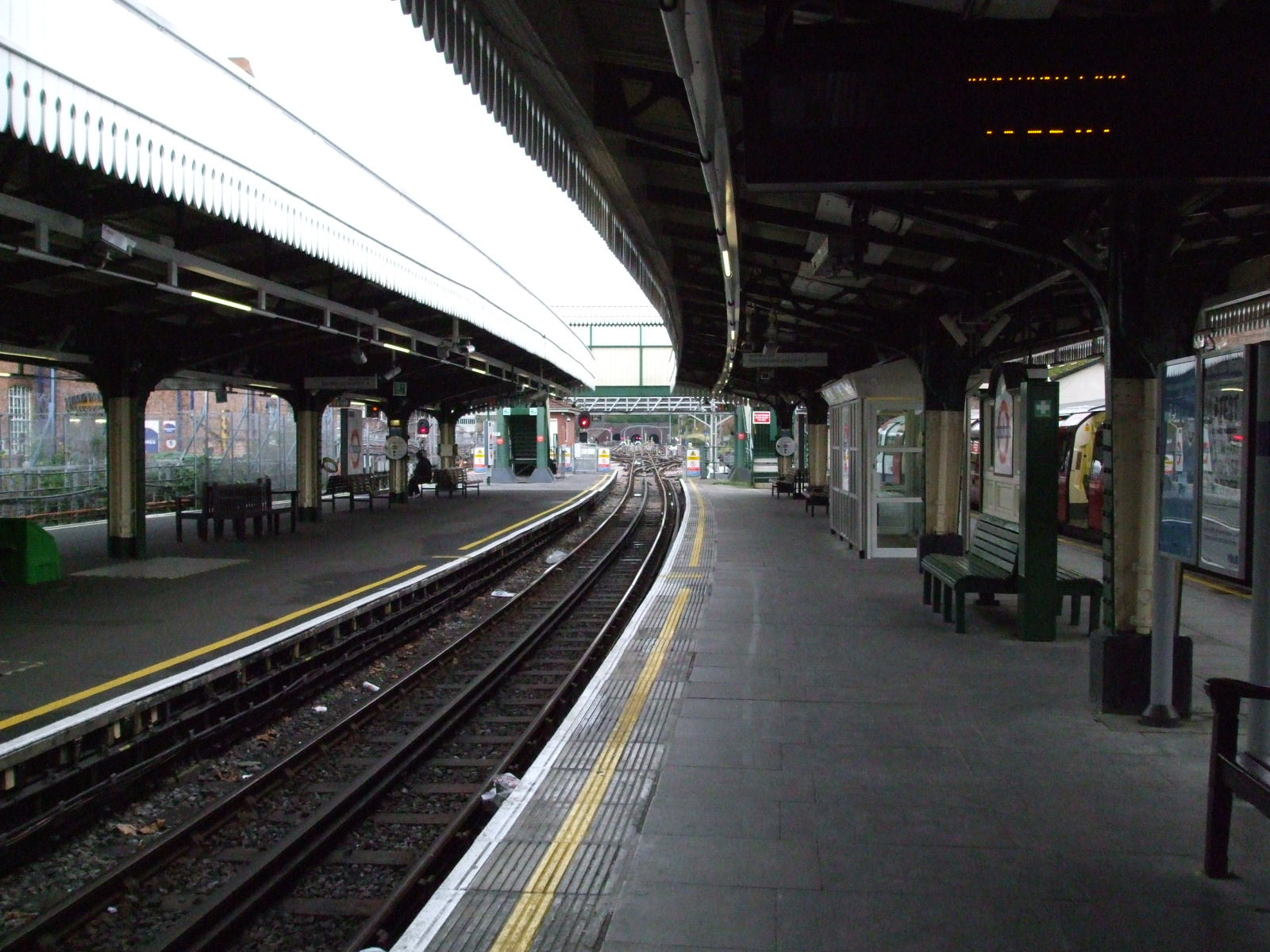
駅中央の折り返し線用線（3番、4番ホーム）。南を見る
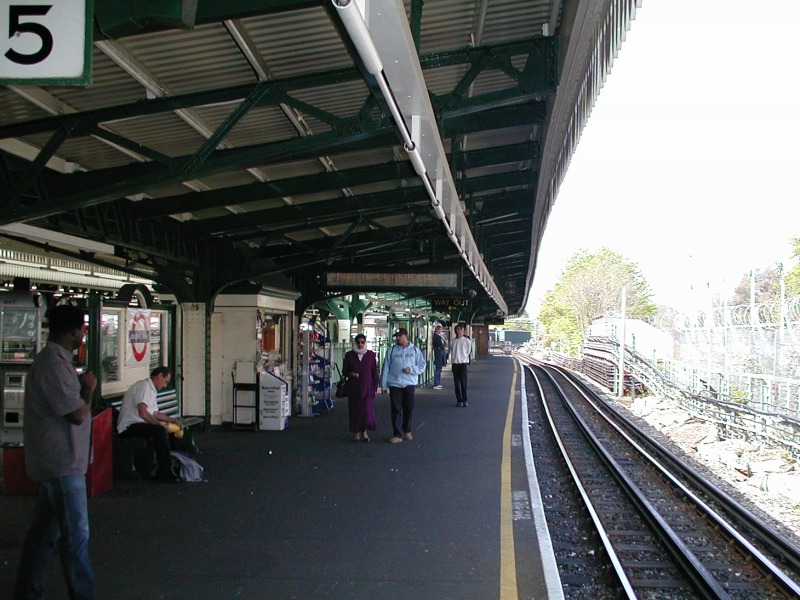
エレベーター設置前の5番線
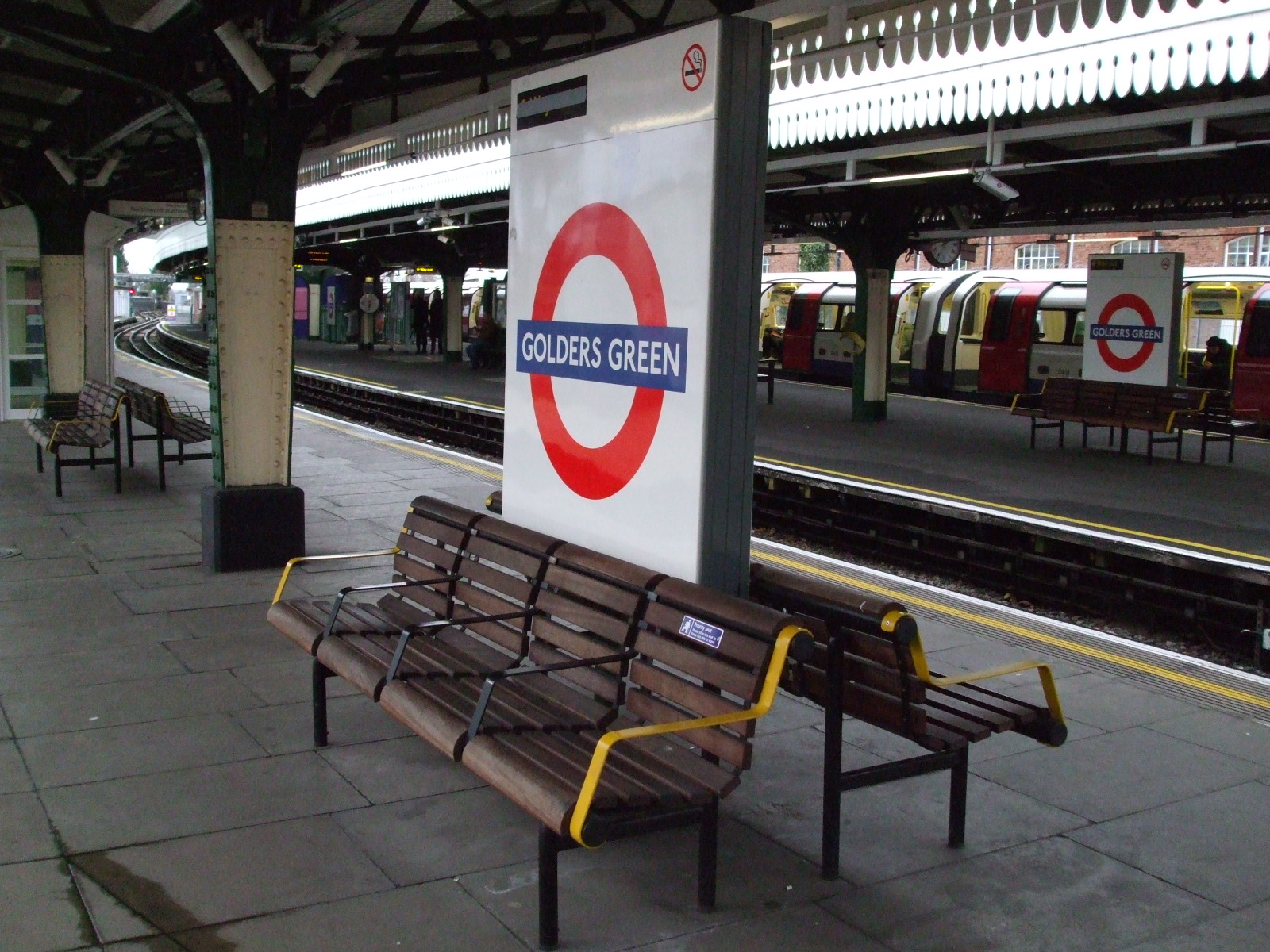
2番線の駅名標
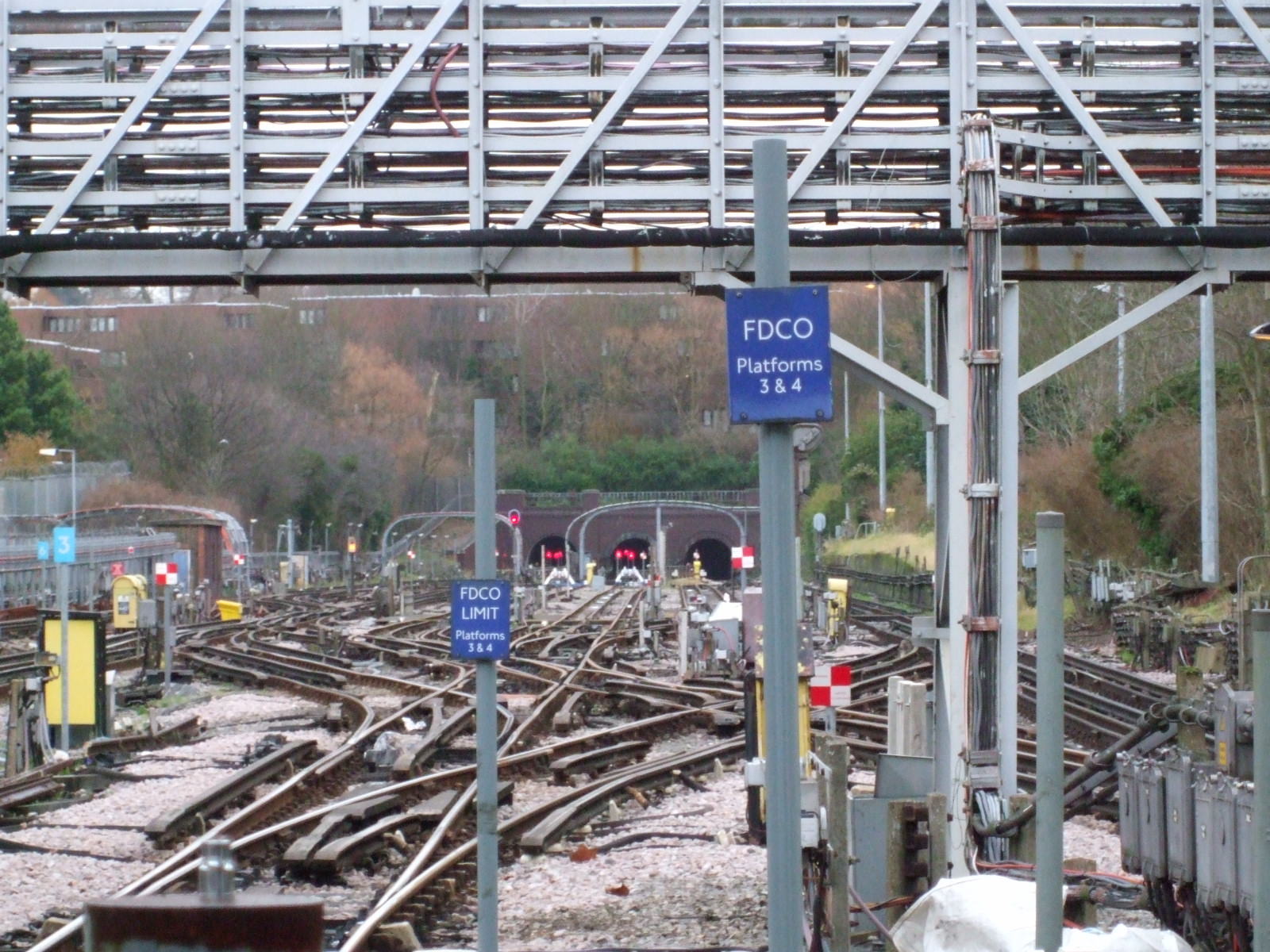
駅南側のトンネル入り口